# Saqqaq
Saqqaq (v minulosti: Sarqaq) je osada v kraji Avannaata v západním Grónsku. Město bylo založeno v roce 1755 s názvem Solsiden. V roce 2017 tu žilo 150 obyvatel, což z ní činí devětatřicátou nejobydlenější osadu v Grónsku. Název obce znamená v grónštině "slunečná strana", což nasvědčuje svojí pozici u hory Livets.

## Geografie
Saqqaq se nachází v jihozápadní části poloostrova Nuussuaq na severním břehu úžiny Sullorsuaq. Nachází se 94 km severozápadně od města Ilulissat. Severovýchodně od Saqqaqu se nachází hora Livets (1150 m).

## Historie

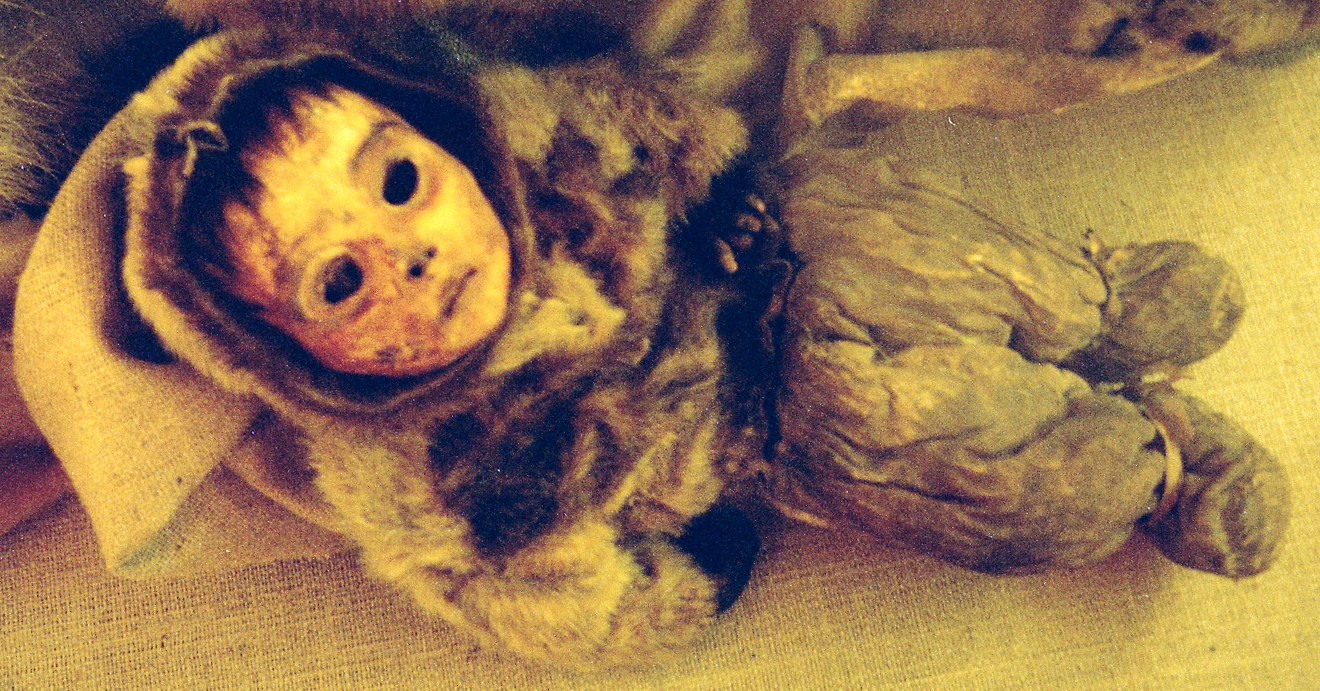
Mumie šest měsíců starého chlapce nalezeného v městě Qilakitsoq

Archeologické vykopávky v Qilakitsoqu, městě na druhé straně poloostrova Nuussuaq na břehu fjordu Uummannaq odhalily existenci dávné arktické kultury, později nazvané Saqqacké kultury, která obývala západní a střední Grónsko mezi lety 2500 až 800 př. n. l.
Poslední vzorky DNA z lidských vlasů naznačují, že starověcí obyvatelé Saqqaqu přišli před 5 500 lety ze Sibiře, díky nimž vznikli moderní domorodí Američané a Inuité.

## Doprava
Air Greenland slouží obci jako součást vládní zakázky s vrtulníky, které létají mezi heliportem Saqqaq a letištěm Ilulissat. Vrtulníky jsou jedinečné v tom, že jsou v provozu pouze během zimy a na jaře.
V létě a na podzim, kdy jsou vody v zálivu Disko sjízdné, komunikace mezi blízkými osadami je pouze po moři. Existuje trajektové spojení Saqqaqu s Qeqertaqem, Oqaatsutem, a Ilulissatem.

## Počet obyvatel
Počet obyvatel Saqqaqu se zvýšil o 60% vzhledem k počtu obyvatel v roce 1990, v posledních letech klesá. Saqqaq je jedním z mála demograficky stabilních osídlení v oblasti kolem zálivu Disko.